# Дифосфат плутония(IV)
Дифосфат плутония(IV) — неорганическое соединение,
соль плутония и дифосфорной кислоты
с формулой PuP2O7,
бесцветные кристаллы.

## Получение
- Растворение диоксида плутония в смеси щавелевой и фосфорной кислот с образованием розового осадка оксалата-дигидрофосфата плутония. При его термическом разложении образуется пирофосфат [1]:

{\displaystyle {\mathsf {Pu(C_{2}O_{4})(H_{2}PO_{4})_{2}\ {\xrightarrow {950^{o}C}}\ PuP_{2}O_{7}+CO+CO_{2}+2H_{2}O}}}

## Физические свойства
Дифосфат плутония(IV) образует бесцветные кристаллы
кубической сингонии,

параметры ячейки a = 0,8560 нм, Z = 4.